# إنجي أبو زيد
إنجي أبو زيد هي ممثلة مصرية، لفتت الانتباه لها بسبب أدوارها في مسلسلات تحت السيطرة ولعبة إبليس. يطلق عليها البعض لقب كيتي بيري بسبب شبهها بالمغنية الأمريكية كيتي بيري.

## حياتها
تلقت دراستها في إحدى المدارس الفرنسية، ثم تخرجت من كلية التجارة قسم اللغة الإنجليزية. في عام 2001 هاجرت مع أسرتها إلى كندا حيث درست علم النفس، وأخذت درجة الماجستير في علم النفس عن «العلاج بالتمثيل». ثم سافرت إلى الولايات المتحدة لتدرس التمثيل سنتين في عام 2008. بعد ذلك قررت العودة إلى مصر وبدأت مشوارها الفني بالدراما التليفزيونية.
تعاونت مع الفنان يوسف الشريف في تمثيل مسلسلين على التوالي هما الصياد عام 2014 بدور «رحمة» ولعبة إبليس عام 2015 بدور «سارة». وفي عام 2015 شاركت في مسلسل تحت السيطرة حيث قامت بدور «سلمى».

## أعمالها

### المسلسلات
| سنة الإنتاج | المسلسل                                              |
| ----------- | ---------------------------------------------------- |
| 2010        | قصة حب - بالشمع الأحمر                               |
| 2014        | الصياد                                               |
| 2015        | لعبة إبليس - ألف ليلة وليلة - ظرف أسود - تحت السيطرة |
| 2016        | الخروج                                               |
| 2017        | لمعي القط - اختيار إجباري                            |
| 2018        | الشارع اللي ورانا - لدينا أقوال أخرى                 |
| 2019        | زودياك                                               |

## وصلات خارجية
- إنجي أبو زيد على موقع IMDb (الإنجليزية)
- إنجي أبو زيد على موقع الدهليز
- إنجي أبو زيد على موقع قاعدة بيانات الأفلام العربية
- إنجي أبو زيد علي موقع قاعدة بيانات الأفلام العربية
- إنجي أبو زيد علي موقع IMDb (الإنجليزية)